# Stramonita
Stramonita är ett släkte av snäckor. Stramonita ingår i familjen purpursnäckor.
Kladogram enligt Catalogue of Life:
| Stramonita | \| \| Stramonita haemastoma \| \| \| \| \| \| Stramonita rustica \| \| \| \| |
|            | \| \| Stramonita haemastoma \| \| \| \| \| \| Stramonita rustica \| \| \| \| |
|            | Stramonita haemastoma                                                        |
|            |                                                                              |
|            | Stramonita rustica                                                           |
|            |                                                                              |